# 후한 명제
한 현종 효명황제 유장(漢 顯宗 孝明皇帝 劉莊, 28년 ~ 75년)은 후한의 제2대 황제(재위 : 57년 ~ 75년)로, 자는 자려(子麗)이다. 광무제의 아들로, 본래 이름은 유양(劉陽)이었으나 황태자로 책봉되면서 유장으로 고쳤다.

## 생애

### 어린 시절
광무제의 네번째 아들로 태어났다. 28년(건무(建武) 4년), 생모인 음귀인(陰貴人)은 원씨(元氏, 현 하북성 석가장시 원씨현)에서 유양(劉陽, 명제)을 낳았다. 10살에는 춘추(春秋)를 읽어서 능통해지고 아버지 광무제에게 재능을 사랑받았다.
39년(건무 15년) 유양은 동해공(東海公)으로 봉해졌다. 41년(건무 17년) 곽황후(郭皇后)가 제멋대로 하는 성격이어서 광무제에 소외당하고, 곽황후를 폐하고 중산태후(中山太后)로 하였고, 음귀인이 황후가 되었다. 같은 해, 광무제의 아들 가운데, 황태자 유강(劉彊)을 제외한 9국공들을 작위를 왕으로 격상시켜 유양은 동해왕이 된다.
유양에 있서 이복형인 유강은 어머니 곽황후가 폐하였기 때문에, 황태자의 자리에 물러나고 싶다고 말하였다. 건무 19년(43년)에 광무제는 결국 허락하여, 황태자는 동해왕이 되고, 대신하여 유양을 황태자로 옹립 되어, 동시에 이름을 양(陽)에서 장(莊)으로 바꾸었다. 박사 환영(桓榮)에게 스승을 삼았고, 상서(尙書)를 배웠다.

### 즉위
57년(건무중원 2년) 광무제가 죽고, 황태자인 유장이 즉위했다. 이 때 나이가 30세였다.
아버지의 시정방침을 계승한 정책을 실시했지만, 외교면에서는 광무제의 소극적인 정책을 고치고 한 무제(漢武帝)가 진출한 서역 지방에 적극적인 진출을 재개했다. 이 대외 정책에 의하여 반초(班超)가 활약하게 되었다.
명제 시대에 불교가 정식으로 전래했다고 전해지지만, 자세한 것은 불명하다. 불교 전래설은 백마사(白馬寺)의 창건과 42장경의 전래에 관한 전승이 있다. 또 이복형 초왕 유영(楚王 劉英)이 「황로(黃老)와 함께 부처를 숭배했다」라고 하는 기록이 후한서에 적혀 있다.

### 치세
그의 치세는 광무제, 장제와 대등하고, 약 200년 지속된 후한을 안정된 전성기를 만들었다. 마황후(馬皇后, 후한의 장수 마원의 딸)는 음황후와 함께 현명한 부인으로 불렸다. 자신의 노력에 의해서 외척 세력이 억제되고 있었던 것이 그 이유였다. 화제 이후는 어린 황제가 계속 즉위 하게 되어, 어린 황제의 외척과 환관이 권력 쟁탈전이 일어나고 결과적으로 후한이 멸망한 큰 요인이 되었다.
명제는 아버지 광무제보다 수명이 짧아 48세에 병으로 죽어서 이후의 후한의 역대 황제 중에서 50세 이상 생존한 황제는 마지막 황제 헌제뿐이다.

## 가족 관계
- 황후 : 명덕황후 마씨(明德皇后 馬氏)
- 후궁 : 귀인 가씨(貴人 賈氏)
  - 5남 : 효장황제 유달(孝章皇帝 劉炟)
  - 차녀 : 평양공주(平陽公主)
- 후궁 : 귀인 음씨(貴人 陰氏)
  - 7남 : 양절왕 유창(梁節王 劉暢)
- 후궁 : 귀인 진씨(貴人 秦氏)
- 후궁 : 귀인 염씨(貴人 閻氏) - 동생이 염귀인이다.
- 후궁 : 귀인 염씨(貴人 閻氏) - 언니가 염귀인이다.
- ?
  - 장남 : 천승애왕 유건(千乘哀王 劉建) - 생모미상
  - 차남 : 진경왕 유선(陳敬王 劉羨) - 생모미상
  - 3남 : 팽성정왕 유공(彭城靖王 劉恭) - 생모미상
  - 4남 : 낙성정왕 유당(樂成靖王 劉黨) - 생모미상
  - 6남 : 하비혜왕 유연(下邳惠王 劉衍) - 생모미상
  - 8남 : 회양경왕 유병(淮陽頃王 劉昺) - 생모미상
  - 9남 : 제음도왕 유장(濟陰悼王 劉長) - 생모미상
  - 장녀 : 획가공주 유가(獲嘉公主 劉奴) - 생모미상
  - 3녀 : 융려공주 유영(隆慮公主 劉迎) - 생모미상
  - 4녀 : 평씨공주 유차(平氏公主 劉次) - 생모미상
  - 5녀 : 심수공주 유치(沁水公主 劉致) - 생모미상
  - 6녀 : 평고공주 유소희(平皐公主 劉小姬) - 생모미상
  - 7녀 : 준의공주 유중(濬儀公主 劉仲) - 생모미상
  - 8녀 : 무안공주 유혜(武安公主 劉惠) - 생모미상
  - 9녀 : 노양공주 유신(魯陽公主 劉臣) - 생모미상
  - 10녀 : 낙평공주 유소영(樂平公主 劉小迎) - 생모미상
  - 11녀 : 성안공주 유소민(成安公主 劉小民) - 생모미상

## 기년
| 명제        | 원년            | 2년        | 3년        | 4년        | 5년        | 6년        | 7년        | 8년        | 9년        | 10년       |
| ----------- | --------------- | ---------- | ---------- | ---------- | ---------- | ---------- | ---------- | ---------- | ---------- | ---------- |
| 서력 (西曆) | 58년            | 59년       | 60년       | 61년       | 62년       | 63년       | 64년       | 65년       | 66년       | 67년       |
| 간지 (干支) | 무오(戊午)      | 기미(己未) | 경신(庚申) | 신유(辛酉) | 임술(壬戌) | 계해(癸亥) | 갑자(甲子) | 을축(乙丑) | 병인(丙寅) | 정묘(丁卯) |
| 연호 (年號) | 영평(永平) 원년 | 2년        | 3년        | 4년        | 5년        | 6년        | 7년        | 8년        | 9년        | 10년       |
| 명제        | 11년            | 12년       | 13년       | 14년       | 15년       | 16년       | 17년       | 18년       |            |            |
| 서력 (西曆) | 68년            | 69년       | 70년       | 71년       | 72년       | 73년       | 74년       | 75년       |            |            |
| 간지 (干支) | 무진(戊午)      | 기사(己巳) | 경오(庚午) | 신미(辛未) | 임신(壬申) | 계유(癸酉) | 갑술(甲戌) | 을해(乙亥) |            |            |
| 연호 (年號) | 11년            | 12년       | 13년       | 14년       | 15년       | 16년       | 17년       | 18년       |            |            |